# Френсіс Гері Пауерс
Френсіс Гері Па́уерс (англ. Francis Gary Powers; 17 серпня 1929, Дженкінс, Кентуккі, США — 1 серпня 1977, Лос-Анджелес, Каліфорнія, США) — американський льотчик, що виконував розвідувальні завдання для ЦРУ.

## Інцидент
Пілотований Пауерсом висотний розвідувальний літак U-2 був збитий під час польоту під Свердловськом 1 травня 1960 року. Радянські винищувачі ППО МіГ-19 не змогли перехопити U-2 внаслідок недосяжності ними висоти 21-22 км, на якій летів Пауерс, тому радянські війська ППО застосували проти американського розвідника новітні ракети земля-повітря С-75. Всього по літаку Пауерса було випущено 14 ракет. Перша ракета своїм вибухом серйозно пошкодила літак Пауерса, друга влучила в радянський перехоплювач МіГ-19, яким керував старший лейтенант ВПС СРСР Сергій Сафронов. Сафронов загинув, і його посмертно нагородили Орденом Червоного Прапора. В наказі про нагородження не вказувались обставини загибелі ст. лейтенанта С. Сафронова. Вони були розсекречені тільки після розпаду СРСР.

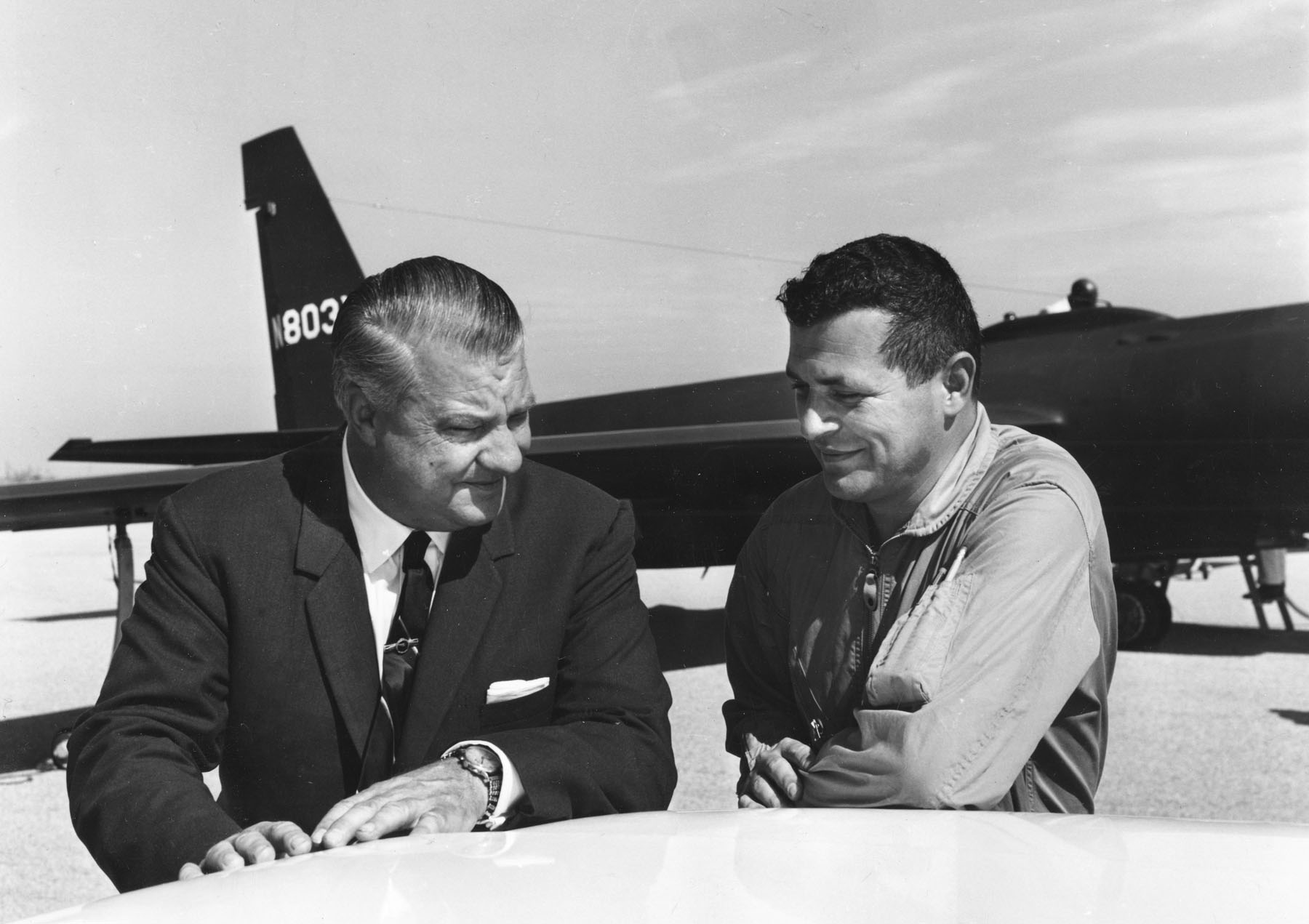
Гері Пауерс (праворуч) та авіаконструктор Кларенс Джонсон на фоні Lockheed U-2

Пауерс вистрибнув з парашутом і врятувався, але при приземленні був затриманий.
Був засуджений радянським судом за шпигунство до 10 років позбавлення волі у в'язниці «Владимирський централ» (нині: СІЗО № 1 Владимира). 10 лютого 1962 року разом з американським студентом-економістом Фредеріком Прайором був обміняний на радянського шпигуна Рудольфа Абеля, спійманого в США.
Похований на Арглінтонському національному цвинтарі.
9 травня 2016 року в інтернет-виданні «Гордон» опубліковано інтерв'ю з учасником операції Миколою Фоміним з невідомими раніше подробицями затримання Пауерса.
«Радянські військові знали маршрут Пауерса, і його вели від самого кордону. Біля Свердловська U-2 вже чекали чотири дивізіони ракетних військ», — М. Фомін.

## У мистецтві
Історію ув'язнення та обміну Пауерса та Прайора на Абеля показано в фільмі Стівена Спілберга «Міст шпигунів» (2015).
У 1985 році про події того часу на кіностудії ім О.Довженка було зфільмовано художній фільм «Ми звинувачуємо» .